# 모베이스
모베이스(Mobase Co., Ltd.)는 대한민국의 자동차용 전자부품 기업이다. 본사는 경기도 화성시 동탄첨단산업1로 73 (영천동)에 위치해 있으며 대표이사는 황대환이다.

## 상장
2010년 2월 4일에 공모가 13,200원에 코스닥 시장에 상장하였다.

## 자회사
- 모베이스전자
- 썬스타
- 모베이스오토테크
- 모베이스오토

## 참고문헌
1. ↑  모베이스전자, 3분기 누계 매출액 7032억원…전년比 11% 증가, 아주뉴스, 2023-11-14